# Piccoli giganti (seconda edizione)
La seconda edizione del talent show Piccoli giganti è andata in onda su Real Time dal 26 aprile al 2 giugno 2017 per sei puntate con la conduzione di Gabriele Corsi con Giorgio Zacchia. La giuria è composta da Benedetta Parodi, Enzo Miccio e Serena Rossi.

## Squadre partecipanti
| Squadra         | Capitano              | Componenti squadra | Classifica |
| --------------- | --------------------- | --- | ---------- |
| Aquiloni        | Massimiliano Rosolino | - Gennaro De Simone (5 anni, Napoli) - intrattenimento - Giulia Ronchi (10 anni, Lonato del Garda, BS) - ballo - Teodora Falconio (11 anni, Cepagatti, PE) - canto - Gabriel Pegoretti (12 anni, Desenzano del Garda, BS) - ballo        | 3          |
| Bolle di sapone | Leonardo Decarli      | - Carlotta Reali (6 anni, Frosinone) - intrattenimento - Vincenzo Pirillo (7 anni, Cassano all'Ionio, CS) - canto - Andrea Guglielmino (9 anni, Belpasso, CT) - ballo - Rebecca Sciangola (10 anni, Cassinetta di Lugagnano, MI) - ballo | 2          |
| Stelle filanti  | Rossella Brescia      | - Nicholas Mugnos (7 anni, Fiumicino, RM) - intrattenimento - Miriana Di Caccamo (8 anni, Palermo) - ballo - Gaia Manrique (8 anni, Giarre, CT) - canto - Rebecca Manrique (10 anni, Giarre, CT) - canto                                 | 1          |

## Ascolti
La prima puntata è stata trasmessa in simulcast sui canali kids del Gruppo Discovery, ovvero K2 e Frisbee, ed il programma arriva a 600 000 telespettatori complessivi. 
| Puntata    | Messa in onda  | Telespettatori | Share |
| ---------- | -------------- | -------------- | ----- |
| 1          | 26 aprile 2017 | 405 000        | 1,50% |
| 2          | 3 maggio 2017  | 289 000        | 1,00% |
| 3          | 12 maggio 2017 | 257 000        | 1,10% |
| 4          | 19 maggio 2017 | 295 000        | 1,24% |
| Semifinale | 26 maggio 2017 | 272 000        | 1,00% |
| Finale     | 2 giugno 2017  | 264 000        | 1,00% |
| Media      | Media          | 288 000        | 1,20% |